# Barahtî, Vasîlkiv
Barahtî (în ucraineană Барахти) este o comună în raionul Vasîlkiv, regiunea Kiev, Ucraina, formată numai din satul de reședință.

## Demografie
Componența lingvistică a comunei Barahtî
     Ucraineană (98,62%)
     Alte limbi (0,89%)
Conform recensământului din 2001, majoritatea populației comunei Barahtî era vorbitoare de ucraineană (98,62%), existând în minoritate și vorbitori de alte limbi.

## Legături externe
- pl Barachty, wieś w powiecie wasylkowskim nad rzeką Barachcianką în Dicționarul geografic al Regatului Poloniei și al altor țări slave, volum I (Aa — Dereneczna) anul 1880

- pl Barachty, pierwotnie Petryczyn în Dicționarul geografic al Regatului Poloniei și al altor țări slave, volum XV, p. 1 (Abablewo — Januszowo) 1900